# 下瀬頼郷
下瀬 頼郷（しもせ よりさと）は、戦国時代から安土桃山時代にかけての武将。吉見氏の家臣。下瀬氏6代当主。石見国下瀬城主。

## 生涯
明応5年（1496年）、石見の国人・吉見氏の庶流である下瀬頼里の子として誕生。大永6年（1526年）に父が死去し、家督を継ぐ。
初め頼種（頼興とも）と名乗り、後に頼郷と改名した。また、石見下瀬山の麓である脇本に屋敷を構えていたため、脇本（わいもと）の姓を名乗る事もあった。勇力は諸人に勝り、常に大刀を帯びていたと伝えられる。
天文23年（1554年）3月から8月にかけて、大内義長、陶晴賢、益田藤兼らが吉見氏の本拠である石見三本松城を攻撃した（三本松城の戦い）。この時頼郷は三本松城の支城である下瀬城に籠って戦った。子・頼定は当初波多野滋信・秀信親子の守る賀年城に吉見範弘と共に援兵として入り籠城したが、吉見氏家臣の田中次郎兵衛が陶軍に内応したため落城する。敗走した頼定は三本松城に戻り、吉見正頼に従って三本松城に籠城。下瀬城へは益田軍が攻撃した。天文23年（1554年）3月23日に益田兼順、寺戸兼勝、神護院祐陽、益田兼任が連署した益田氏への協力を求める書状が、下瀬城内の下瀬頼郷、須子伊豆守、板垣甲斐守、大庭景治らに送られた。また、同年4月26日には陶氏家臣の伊香賀家明が下瀬城の板垣甲斐守と田村平兵衛尉に調略の書状を送り、同年5月10日には寺戸兼勝が下瀬城内の吉見頼明、水津与四郎、水津藤四郎、水津五郎左衛門、岡小二郎、弘中弥四郎、野口衆、中間衆等に対する調略の書状を送っているが、いずれも失敗に終わっている。
三本松城の吉見正頼は同年5月1日、三本松城を下瀬頼定に守らせ、密かに本陣を三本松城から下瀬城に移し抗戦を続けた。これらの動きに対し毛利元就は、家臣の二宮右忠や伊藤某らを派遣して吉見氏を支援すると共に、5月12日に陶晴賢討伐を表明して、安芸国の大内方の諸城を攻略した。元就の動きを受けた晴賢は、三本松城の攻略がなかなか進まない事を憂慮していたが、三本松城・下瀬城内での糧食不足に伴い、城兵の士気が低下したため、同年8月下旬に正頼は晴賢へ和平を求めた。晴賢はこれを受け入れ、正頼の子・亀王丸（後の吉見広頼）を人質とする事で三本松城と下瀬城の包囲を解いた。
頼郷は正頼に非常に信頼されており、正頼が毛利元就から受け取って肌身離さず所持していた秘蔵の書状を預けられている。この書状を頼郷に預ける際に正頼は、頼郷が下瀬城を堅固に守っている事を賞し、正頼と頼郷は一体であるとして書状を預けたため、頼郷も辞退出来ずに受け取ったという。以後は下瀬家に代々伝来し、『閥閲録』巻148「下瀬七兵衛」に収められている。
天正13年（1585年）、死去。享年90。